# 八重山ミンサー

ミンサー柄 いつの世までも

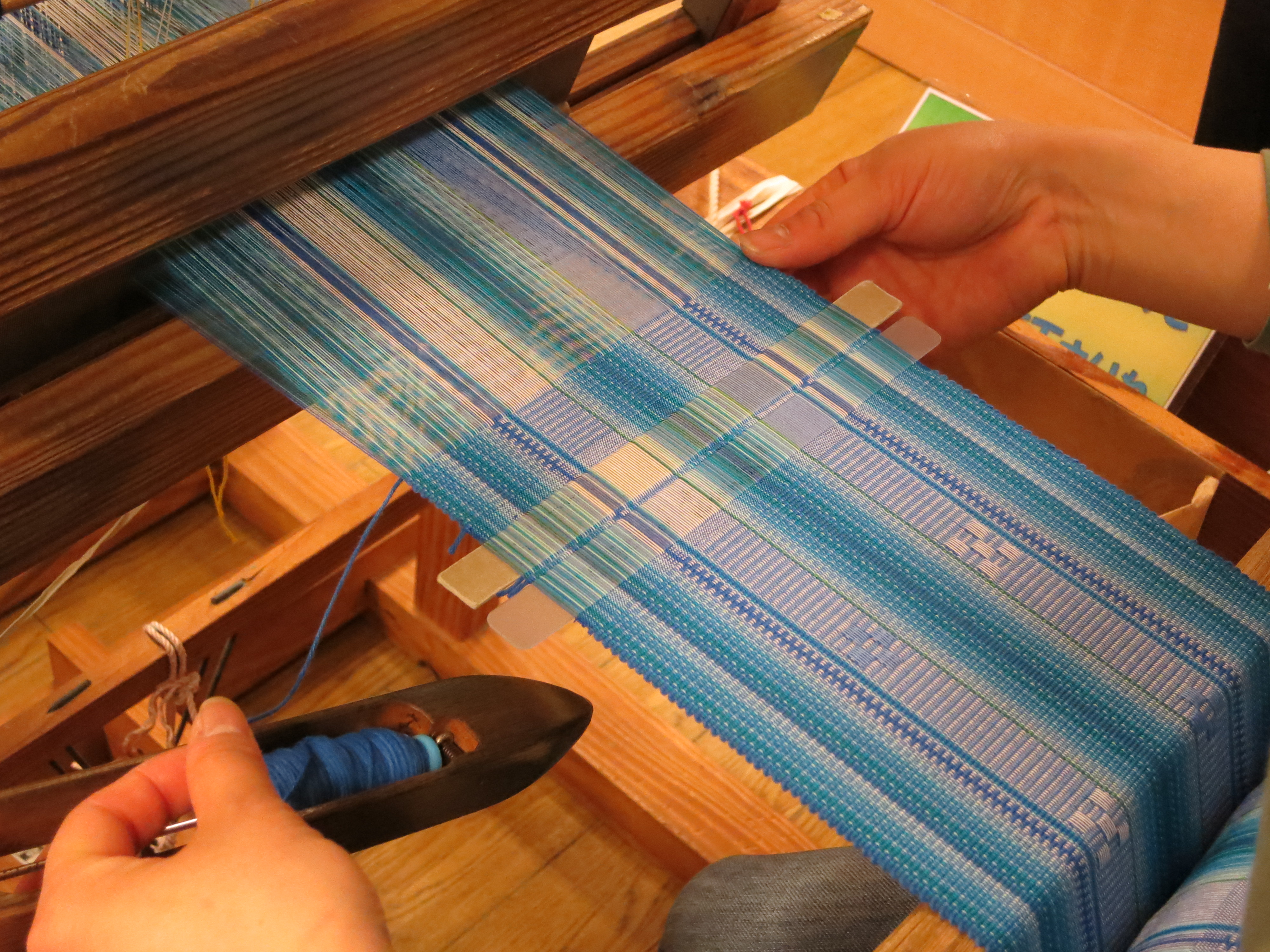
石垣島のミンサー織り

八重山ミンサー（やえやまミンサー）とは、ミンサー織りの一種。沖縄県八重山諸島の竹富島発祥で、藍色の地に5つの■と4つの■で構成された絣（かすり）模様を特徴とする。主に帯として使用される。ミンサーという言葉は「綿（ミン）で織られた幅の狭（サー）い帯」から来たもの。

## 歴史

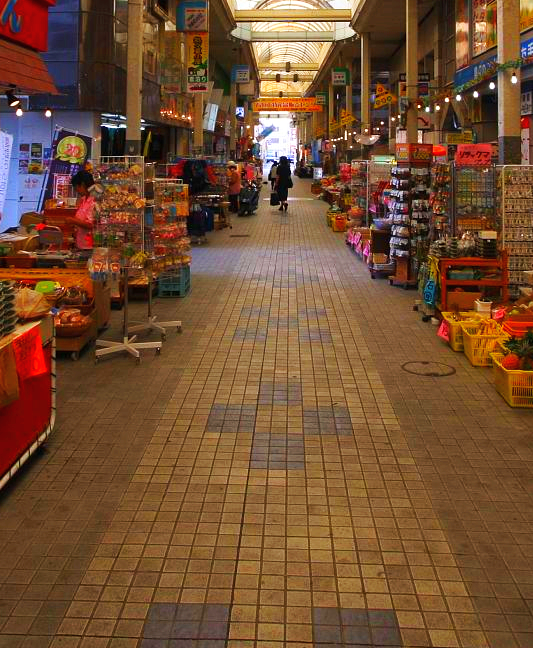
生産地のひとつである石垣島の商店街「ユーグレナモール」。通路の床がミンサー柄のタイルで飾られている。

確かな時期はわかっていないものの、八重山での木綿の栽培が始まった約400年前だといわれている。古来は八重山地方の習慣に、男性に求婚された女性がその返事代わりに幅の狭い織物を織り、男性に贈っていたことから、綿でできた幅の狭い織物→「綿狭」（みんさー）、｢ミンサー｣となったといわれている。一説によればアフガニスタンからネパール･インドで織られていた獣毛を岩料で染めた細幅織物が仏教伝来の折に海路、八重山・沖縄地方に伝わり綿糸と相まって八重山織り･ミンサー織となり、のちに本州に入って武具や桐箱や荷物紐などに使われる真田紐に姿を変えていったと言われる。本州でも武将が戦に出る際に奥方の髪の毛を織り込んだ真田紐を武具に使用し安全を祈ったと言われている。

## 特徴
かつて通い婚の風習があった時代に、想いを込めて、女性から男性に対して贈ったのがこのミンサーだと言われている。柄の特徴として、5つの■が「いつの」を表し、4つの■が「世」を意味する。短い横縞を連続させる「ヤシラミ（ムカデの足）」柄は、「足しげく」にちなむ。よって、
「いつの世までも、足しげく私の元に通ってください」
という意味があった。藍を何度も重ねて染めることから、「愛を重ねて」という意味も含まれると言われている。

## 用途
｢ミンサー帯｣（みんさーふ）など沖縄の伝統的な帯などのほかに、バッグや財布、衣服などインテリアにも使用される。上皇后美智子が使用したバッグにもミンサー織のものがある。また、ミンサー織で作られたブラウスが、パリ・コレクションにも出展されている。第54回NHK紅白歌合戦では、八重山諸島の一つである石垣島出身の歌手夏川りみが、ミンサー柄の衣装をまとって、同じ石垣島出身のミュージシャンBEGINの作曲した『涙そうそう』を歌った。

## 分布
現在は主に竹富島、西表島、石垣島などで手仕事で織られている。

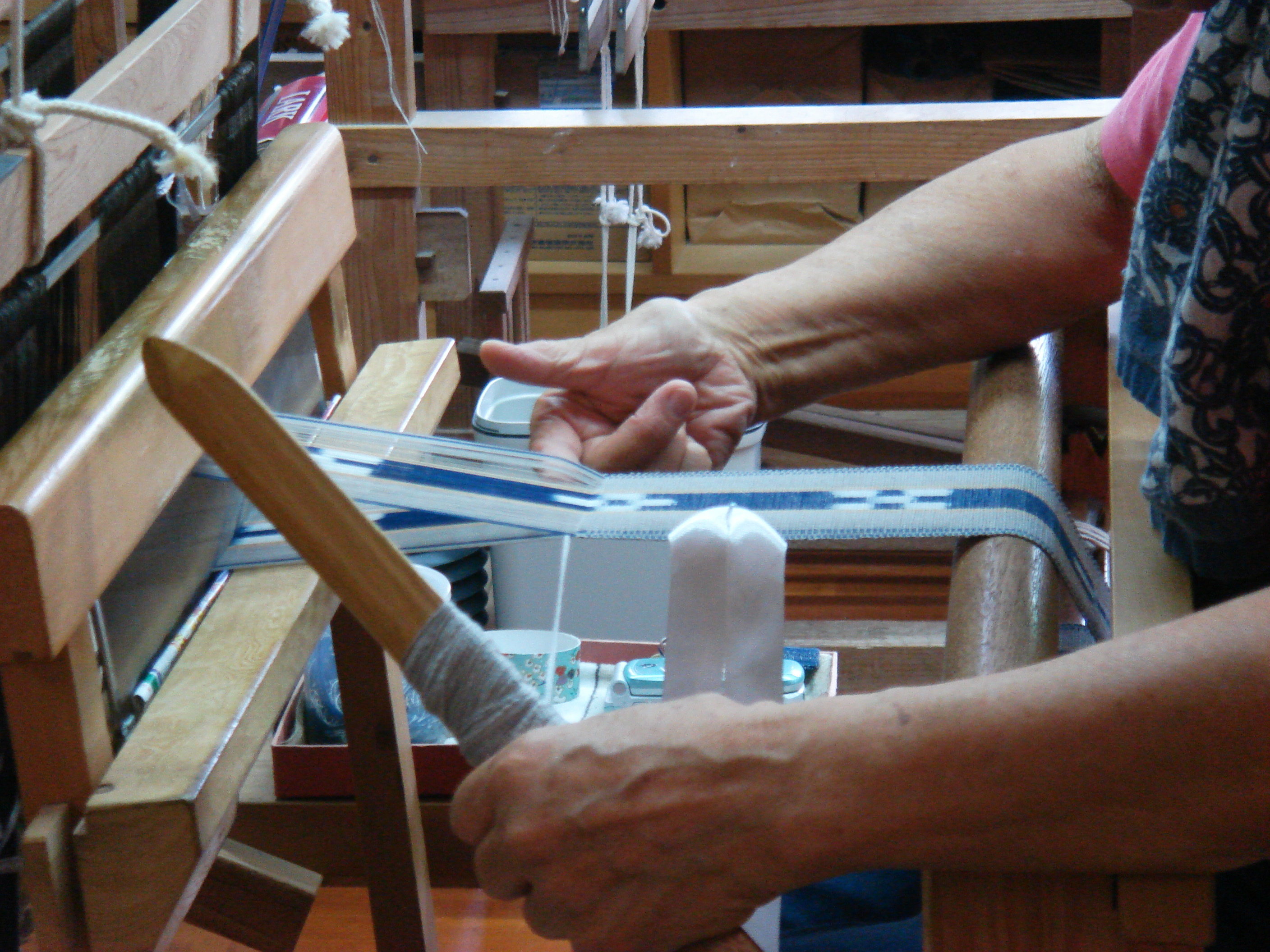
機（はた）を用いての手織り風景。左手に持っているのは横糸をはるのに使われる杼（ひ）という道具（2008年9月竹富島）

## 脚註
1. ↑  “夏川りみの紅白衣装、八重山ミンサーに反響”. 琉球新報. (2003年1月10日) 2012年8月13日閲覧。Archived 2013年10月17日, at the Wayback Machine.

## 文献
オープンアクセス文献
- 通事孝作「八重山ミンサー」『繊維学会誌』第62巻第8号、繊維学会、2006年8月10日、249-252頁、NAID 10017651538。
- 小田原澪「地域文化としての伝統工芸の現在 : 石垣島ミンサー織を事例に」『沖縄文化研究』第28巻、法政大学、2002年3月31日、383-438頁、NAID 110004642895。